# Coupe Kirin 2000
La Coupe Kirin 2000 est la vingt-unième édition de la Coupe Kirin. Elle se déroule en juin 2000. Elle oppose le Japon, la Slovaquie et la Bolivie. Étant à égalité parfaite, le Japon et la Slovaquie sont tous deux déclarés vainqueurs de cette édition.

## Résultats
| 11 juin 2000 | Japon       | 1 – 1 | Slovaquie | Miyagi Stadium, Sendai                         |                                                |
|              | Nakamura 9e |       | Dzúrik 7e | Spectateurs : 45 831 Arbitrage : Kim Young-Joo | Spectateurs : 45 831 Arbitrage : Kim Young-Joo |

| 14 juin 2000 | Slovaquie                  | 2 – 0 | Bolivie | Tosu Stadium, Saga                              |                                                 |
|              | Kratochvil 21e · Fabuš 47e |       |         | Spectateurs : 8 023 Arbitrage : Masayoshi Okada | Spectateurs : 8 023 Arbitrage : Masayoshi Okada |

| 18 juin 2000 | Japon              | 2 – 0 | Bolivie | Yokohama International Stadium, Yokohama    |                                             |
|              | Yanagisawa 7e, 34e |       |         | Spectateurs : 65 073 Arbitrage : Baojie Sun | Spectateurs : 65 073 Arbitrage : Baojie Sun |

## Tableau
| Équipe    | Pts | J | V | N | D | Bp | Bc | Dif |
| --------- | --- | - | - | - | - | -- | -- | --- |
| Japon     | 4   | 2 | 1 | 1 | 0 | 3  | 1  | +2  |
| Slovaquie | 4   | 2 | 1 | 1 | 0 | 3  | 1  | +2  |
| Bolivie   | 0   | 2 | 0 | 0 | 2 | 0  | 4  | -4  |

## Vainqueur
| Vainqueurs Coupe Kirin 2000 Japon 5e titre | Vainqueurs Coupe Kirin 2000 Slovaquie 1er titre |